# 히로시마 학원 중학교·고등학교

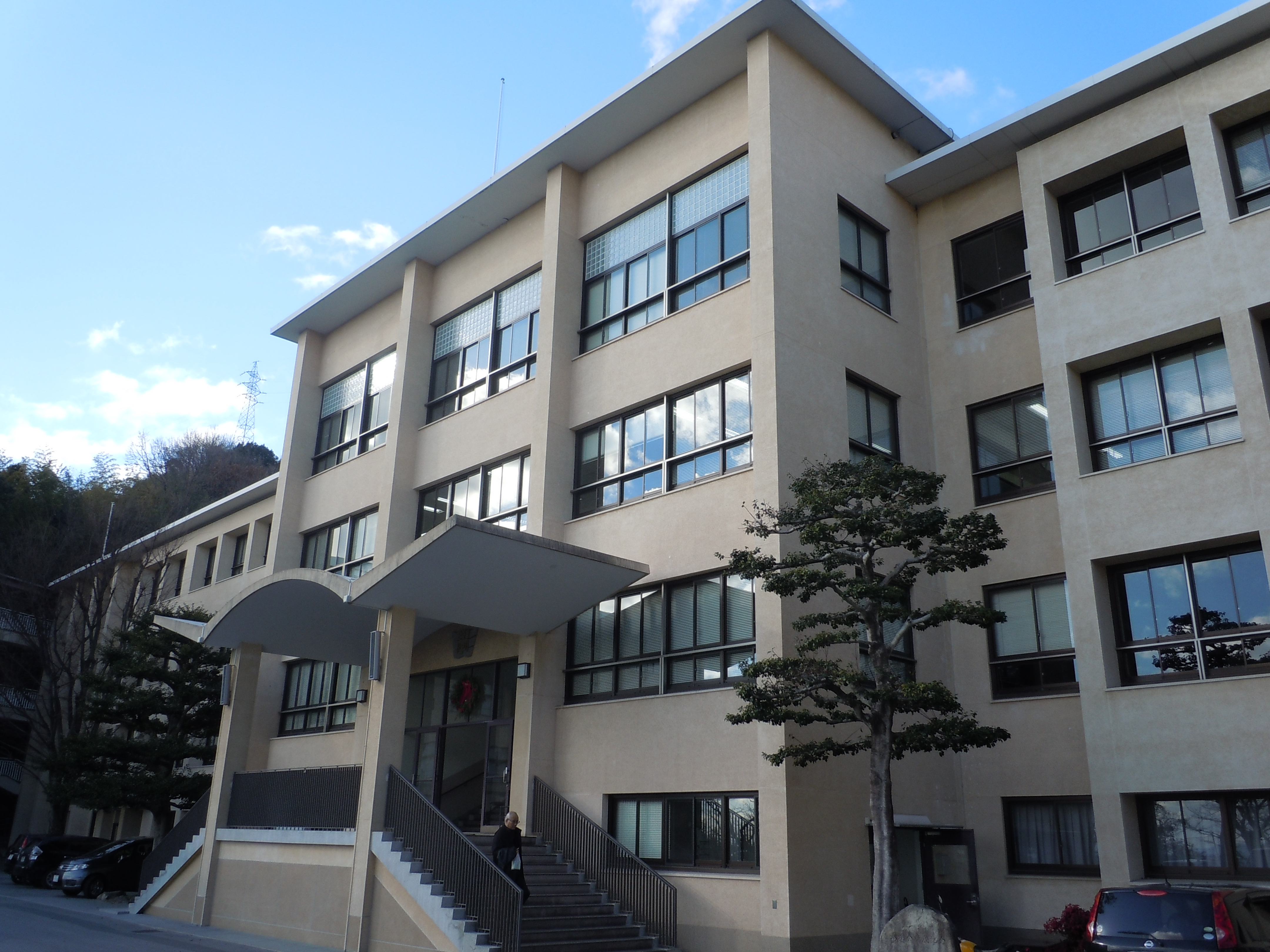

히로시마 학원 중학교·고등학교(広島学院中学校・高等学校)는 일본의 히로시마현 히로시마시 니시구에 소재해, 중고 일관 교육을 제공하는 사립 남자 중학교·고등학교. 고등학교에서는 학생을 모집하지 않는 완전중고일관교로, 가톨릭 수도회의 예수회를 설립 모체로 하고 있다.